# Friedrich von Gagern
Friedrich von Gagern, baró de Gagern (Weilburg (Hesse), 24 d'octubre, 1794 - 20 d'abril de 1848 prop de Kandern (en acció a Scheideck) va ser un general holandès d'origen alemany i comandant de les tropes de la Confederació Alemanya contra l'aixecament de Hecker.

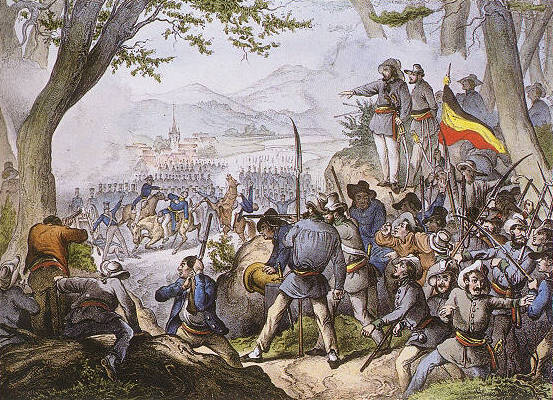
El general Friedrich von Gagern mor a la batalla prop de Kandern

En 1812 va haver d'abandonar la Universitat de Dresden a causa dels diversos desafiaments que provocava i va passar a París, on va acabar els seus estudis. A la primera guerra austro-russa va lluitar a l'exèrcit austríac prenent part el 1813 en les accions de Dresden, Kulm i Leipzig. El 1815 va passar al servei d'Holanda, on el 1824 va ser oficial d'estat major del duc Bernat de Weimar a la campanya dels holandesos a Bèlgica. Comandant d'un regiment de dracs el 1839 va acompanyar el príncep Alexandre en el seu viatge a Rússia, i el 1844, ja nomenat general, va partir a l'Índia Oriental per estudiar el funcionament d'aquelles colònies holandeses i angleses. En el seu retorn el 1847 va ser nomenat governador resident i comandant provincial d'Holanda del Sud ia la primavera de 1848, en un viatge de permís a Alemanya, sense demanar per això el vistiplau del Govern holandès, va acceptar el comandament suprem de Baden contra els voluntaris de Hecker. En atacar-los, el 20 d'abril a Kandern, va voler obligar els cabdills de l'enemic a deposar les armes, però no ho va aconseguir i, havent-se trencat les negociacions, va ser atropellat i mort per un escamot d'insurrectes.
Era fill de Hans Christoph i, per tant, era germà de Maximilian i d'Heinrich von Gagern